# David Neves
David Neves (Rio de Janeiro, 1938 — 1994) foi um crítico de cinema, roteirista e diretor de cinema brasileiro.

## Carreira
Admirador da nouvelle vague e de Humberto Mauro, foi um dos idealizadores e uma espécie de "líder afetivo" do Cinema Novo [carece de fontes?]. Foi crítico de cinema no jornal O Metropolitano, ajudando a concretizar o Cinema Novo como um movimento cinematográfico forte.
Teve obra marcada pela abordagem lírica de personagens femininas: Memória de Helena (1969), Lúcia MacCartney, uma garota de programa (1970), Luz del Fuego (1981) e Fulaninha (1985). A este último somou-se Muito prazer (1979) e Jardim de Alah (1988), sua trilogia de crônicas sobre a zona sul do Rio de Janeiro.
Em documentários focalizou personalidades da cultura brasileira e o futebol, como Flamengo paixão, de 1980. Lançou o livro Cinema novo no Brasil em 1966, e a coletânea de digressões e poemas Cartas do meu bar em 1993, onde diz que se esforçava por "atingir a essência da rotina". O livro foi prefaciado pelo ensaísta e crítico paulista Francisco Luiz de Almeida Salles.

## Filmografia parcial
- 1988 - Jardim de Alah
- 1986 - Fulaninha[1]
- 1982 - Luz del Fuego
- 1980 - Flamengo Paixão
- 1979 - Muito Prazer
- 1975 - Mauro, Humberto
- 1972 - Um Amor de Mulher
- 1971 - Lúcia McCartney, uma Garota de Programa
- 1969 - Memória de Helena